# Oleg Alekszandrovics Maszkajev
Oleg Maszkajev (oroszul: Олег Александрович Маскаев) (Taraz, Kazahsztán, 1969. március 2.) orosz nehézsúlyú ökölvívó.
Maszkajev Kazahsztánban született orosz szülők gyermekeként. 1999 óta az Amerikai Egyesült Államokban él feleségével és négy gyermekével. 2004-ben megkapta az amerikai állampolgárságot, majd 2006. december 9-én személyesen Vlagyimir Putyin elnöktől az oroszt is.

## Profi karrierje
Az első profi mérkőzésén kiütötte a 21 mérkőzésen veretlen Alekszandr Mirosnyicsenkót 1988-as olimpia szupernehézsúlyú bronzérmesét.
Ezután a fontosabb meccseit elveszítette, 1996-ban a volt WBC bajnok Oliver McCall már az első menetben kiütötte, majd egy évvel később David Tua győzte le. Ezután 2000-ig nem talált legyőzőre, a későbbi WBC bajnok Hasim Rahman és Derrick Jefferson is alul maradt ellene. Majd két zsinórban elszenvedett kiütéses vereség Kirk Johnson és Lance Whitaker ellen úgy látszott végleg szerteoszlatta Maskaev világbajnoki álmait. Azonban 2005. november 12-én megmérkőzhetett a világbajnoki kihívói jogért a török Sinan Samil Sam ellen, akit le is győzött.
2006. augusztus 12-én a Las Vegasban megrendezett WBC világbajnoki mérkőzésen a tizenkettedik menetben technikai kiütéssel állította meg a címvédő Hasim Rahmant. 2008. március 8-án az vereséget szenvedett az ideiglenes bajnok nigériai Samuel Petertől és ezzel elveszítette a világbajnoki címét.
- 2006–2008 a WBC nehézsúlyú világbajnoka.

40 mérkőzéséből 34-et nyert meg (26-ot idő előtt) és hatot vesztett el.